# Hillehuis
Het Hillehuis is een gebouw aan de Gabriël Metsustraat, Museumkwartier in Amsterdam Oud-Zuid.

## Geschiedenis
De Gabriël Metsustraat werd met uitzondering van de laagste huisnummers in de jaren tien van de 20ste eeuw volgebouwd. Bouwondernemer Klaas Hille had een stuk grond in erfpacht genomen dat zich uitstrekt van halverwege genoemde straat langs het Johannes Vermeerplein tot in de Nicolaas Maesstraat. De ingeschakelde architect was Michel de Klerk, die bij de architectenbureaus van Eduard Cuypers en Herman Ambrosius Jan Baanders had gewerkt. Het idee vatte kiem in de periode dat hij nog bij Baanders werkte, maar het wordt wel gezien als De Klerks eerste eigen werk. Het gebouw wijkt af van de andere gebouwen in de straat. Die zien er veelal uit als steeds apart ontworpen, terwijl de gevel van het Hillehuis verspreid over diverse huisnummers een gelijkmatigehid laat zien. Alles is gevat in een overgangsstijl tussen het (neo-)classiscisme, het rationalisme en de Amsterdamse School. Het blok valt in drie delen uiteen. De woningen aan de Nicolaes Maesstraat en Gabriël Metsustraat zijn verbonden met een façade aan het Johannes Vermeerplein. Deze façade wijkt af omdat er nauwelijks ingangen zijn behalve rechtsonder). Het vormt echter een geheel met beide vleugels vanwege een doorlopend balkon, gevelversieringen en dak. Op de façade zijn bovenaan de jaarstenen terug te vinden. Verdere tekenen van de Amsterdamse School zijn het metselverband van het balkon, versieringen van ijzer, steen en hout in en voor de gevel, de huisnummers, hoekige en stekelige detaillering etc.
Het geheel is als een woningblok voor arbeiders neergezet. In de loop der jaren traden echter in de gevel steeds meer verschillen op. Zo zijn de consoles die het doorlopend balkon dragen vernieuwd of aangepast, waardoor originele details zijn verdwenen. Ook andere originele gelijkvormigheid is sinds de bouw verloren gegaan door het al dan niet plaatsen van dakkapellen en het onderhoud van de gebouwen etc.    
Het geheel valt overigens ook als rijksmonument uiteen; de monumentennummering is per portiek, waarbij het gebouw nr. 30 buiten het monument is gehouden. Het geheel min nummer 30 staat sinds 1974 ingeschreven in het monumentenregister.
Aan de overzijde van dit complex aan de Gabriël Metsustraat staat een herenhuis ook gebouwd door Hille, maar dan ontworpen door Herman Baanders en Jan Baanders.

## Afbeeldingen

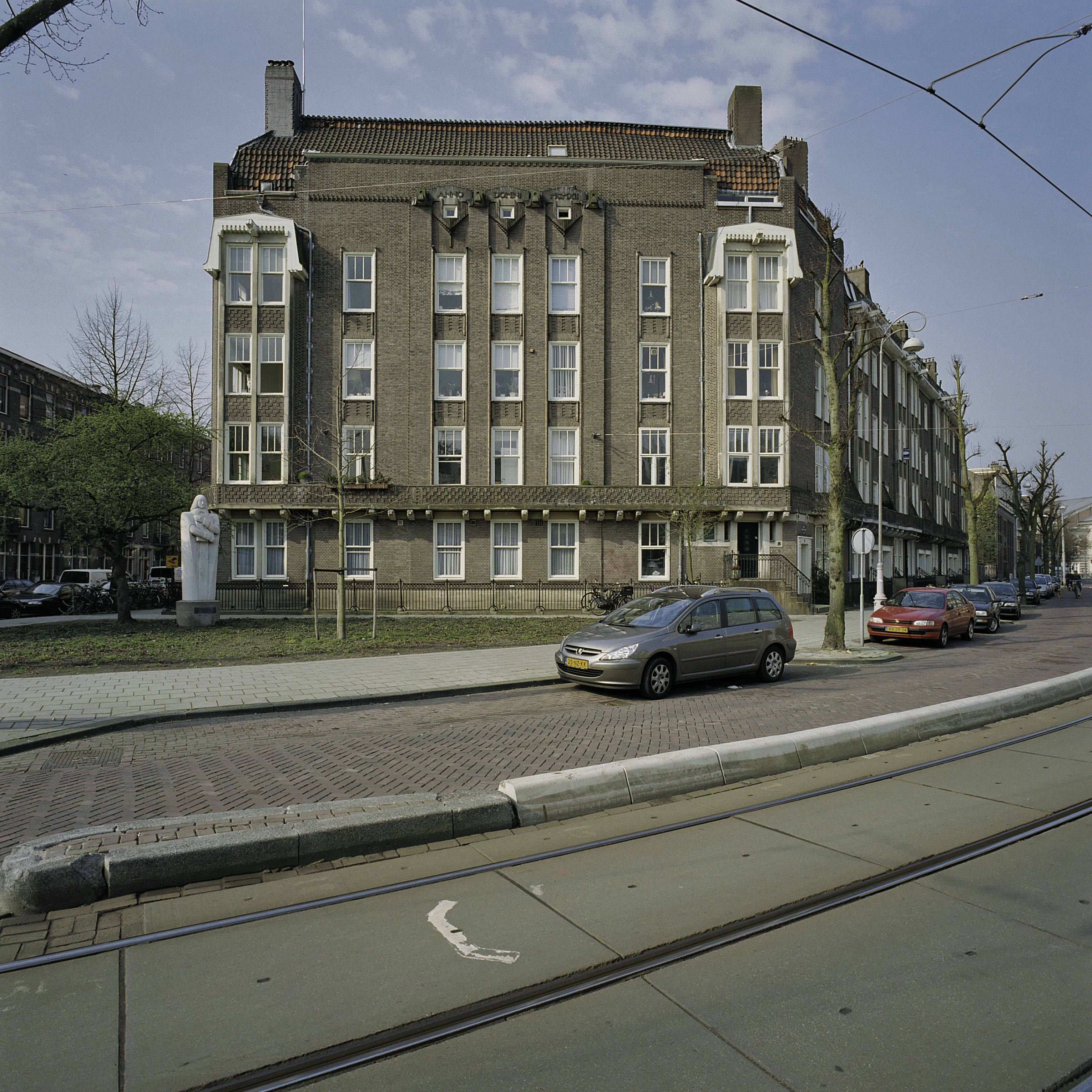
Façade aan Johannes Vermeerplein (2005)
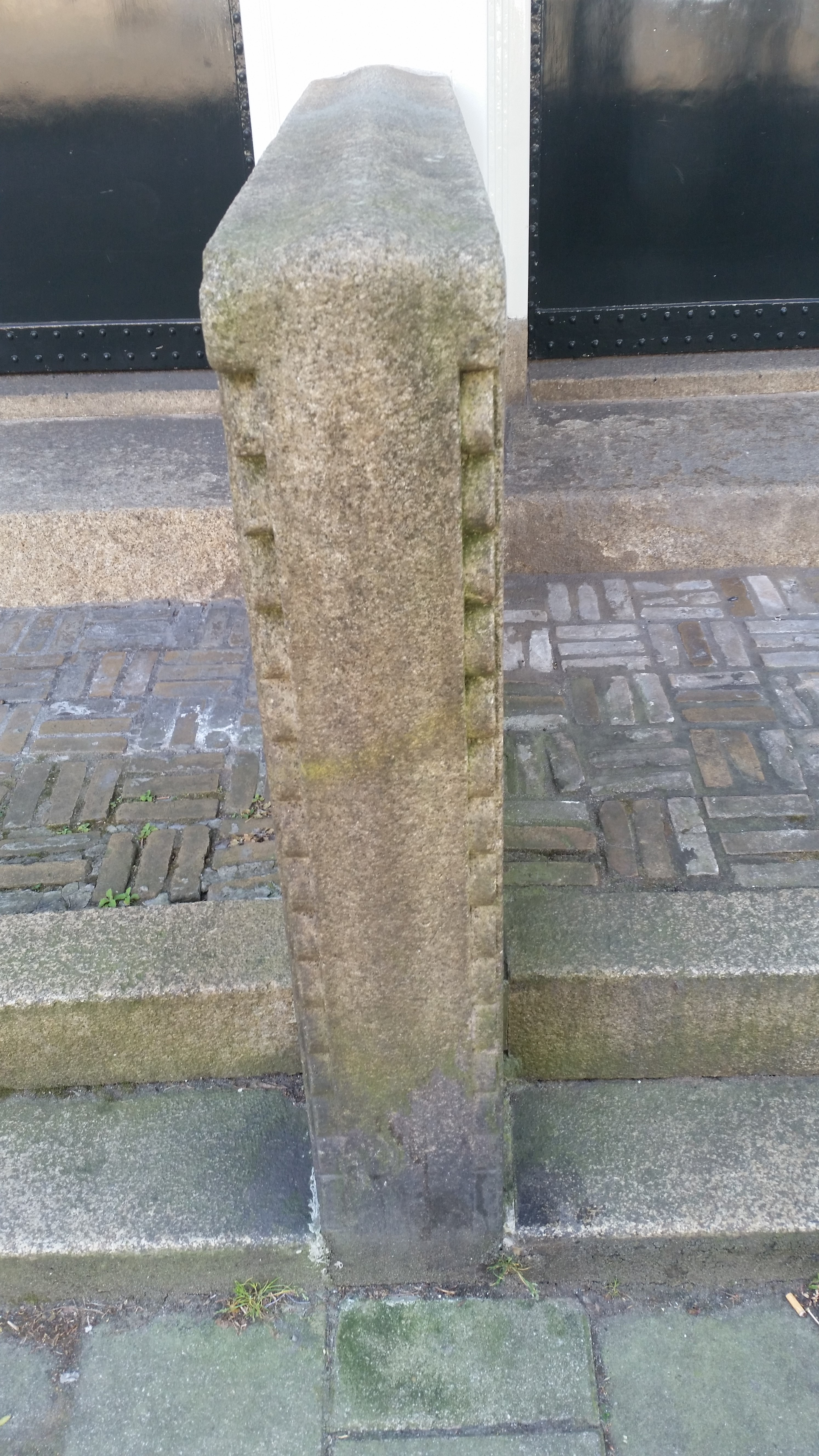
Scheiding tussen huisnummers (april 2020)
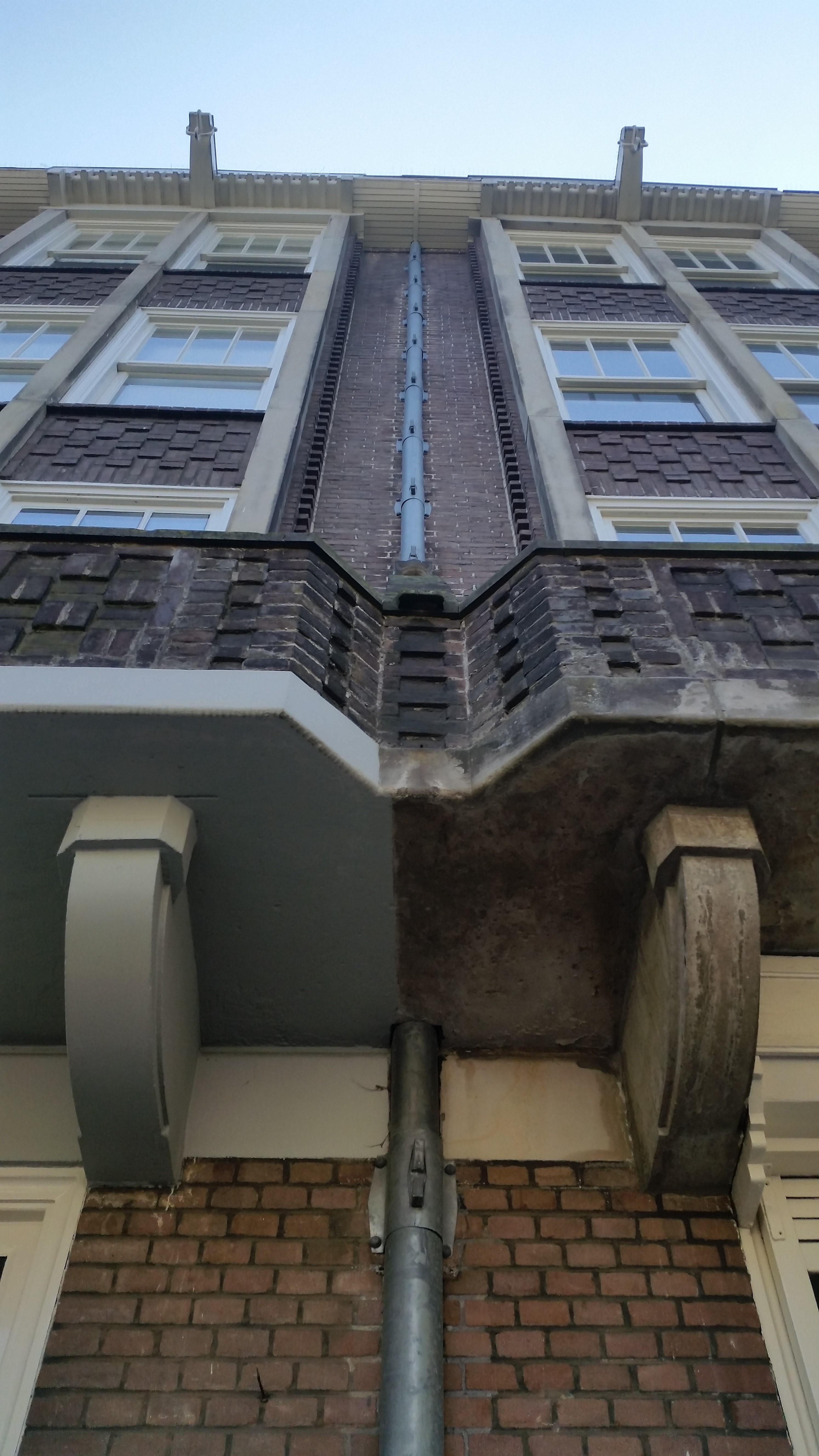
Regenpijp door balkon (april 2020)
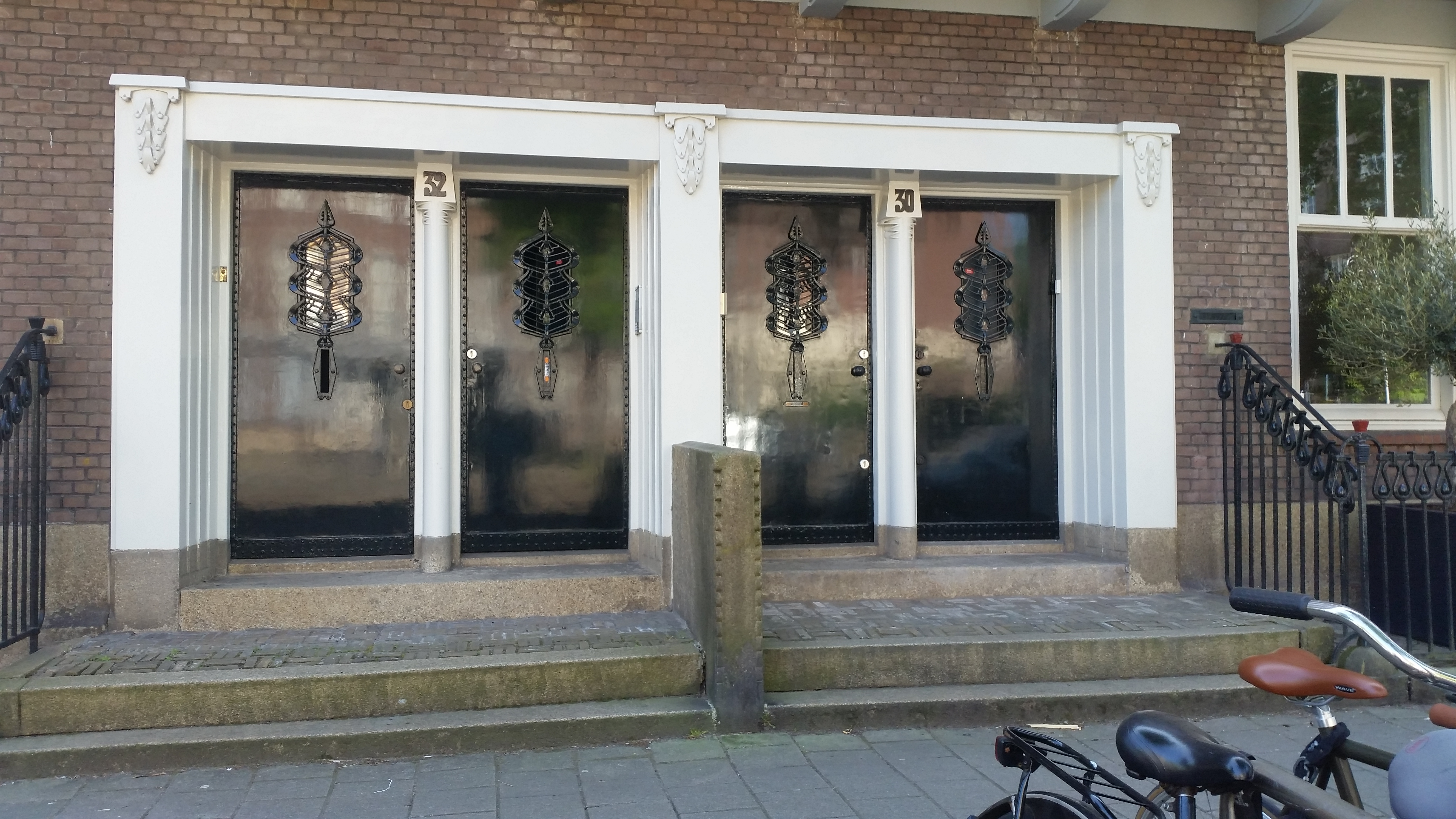
Huisnummers 30-32 (april 2020)